# Wilhelm Will

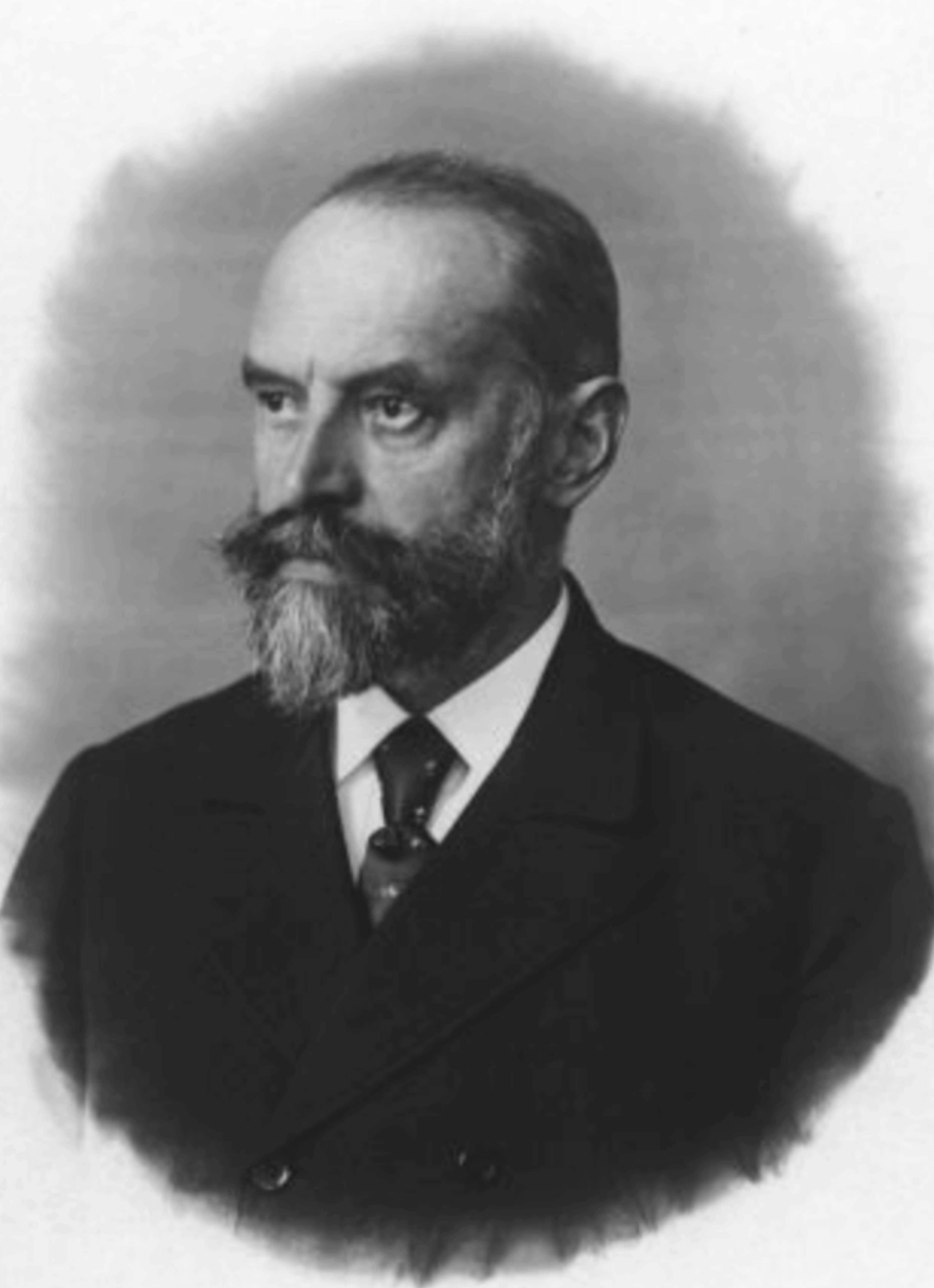
Wilhelm Will, um 1910

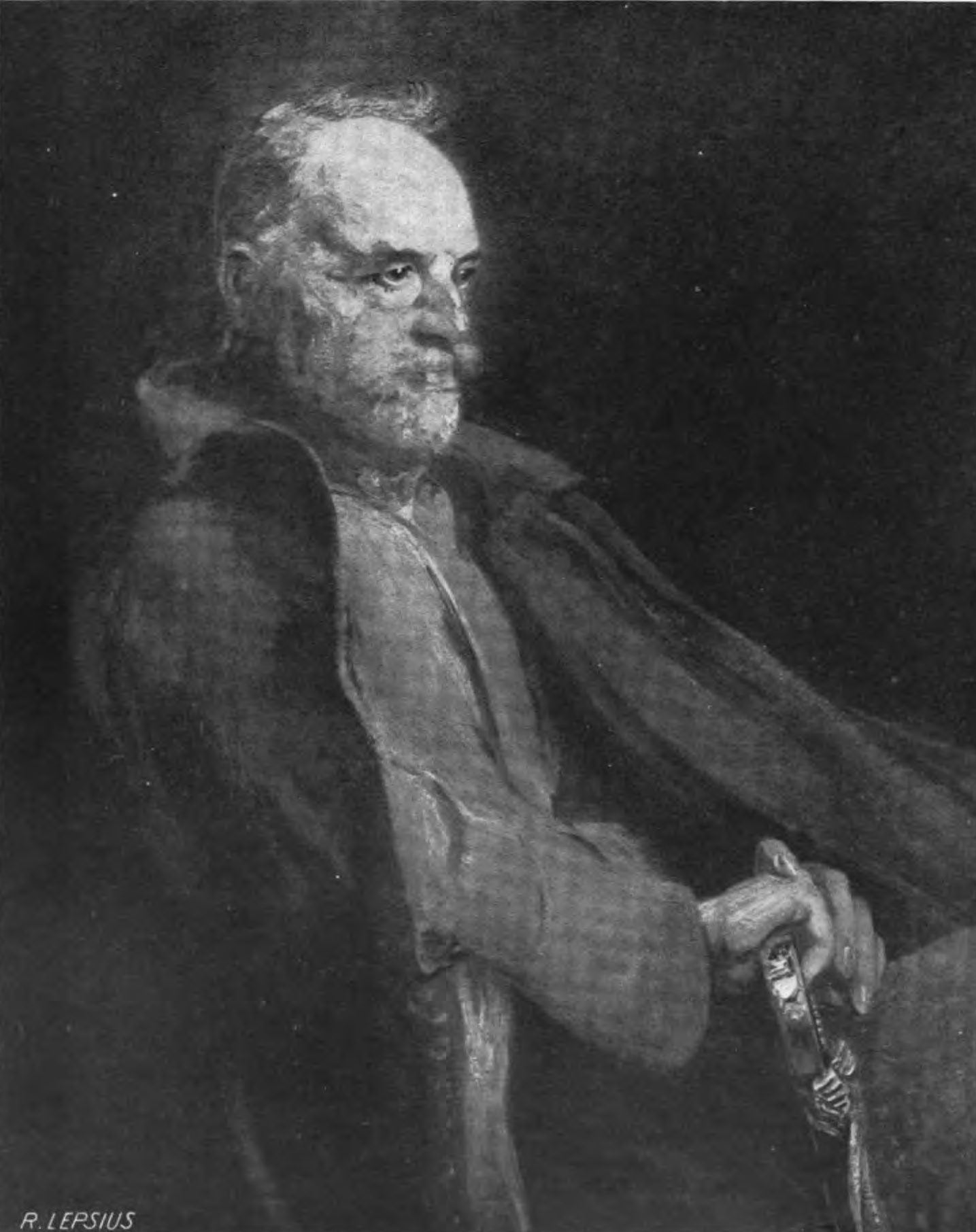
Wilhelm Will – Bildnis ('Die chemische Industrie' 43.1920, S. 103–106)

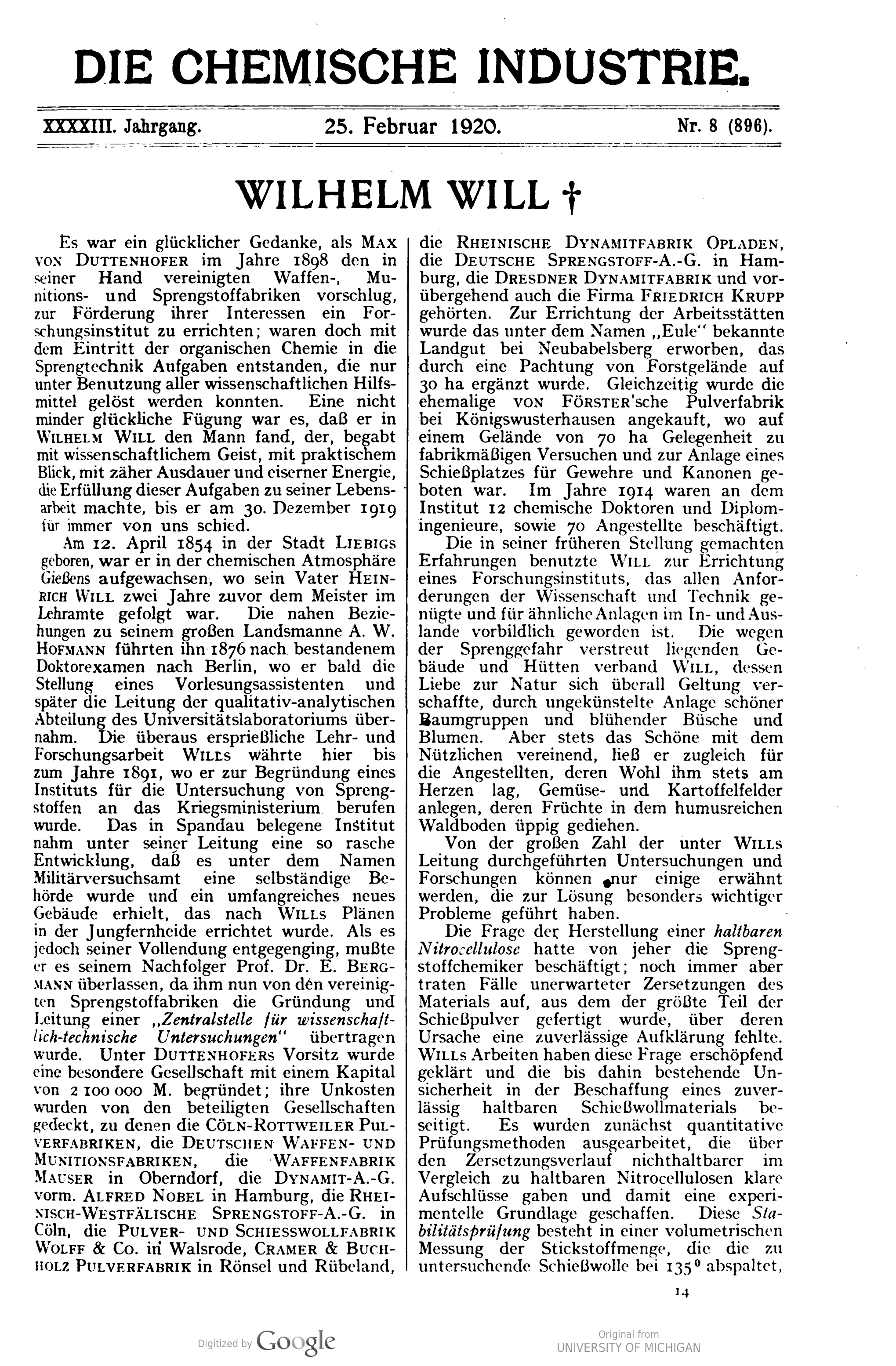
Seite 1 des Nachrufs auf Wilhelm Will in »Die chemische Industrie« 43.1920, S. 103–106

Karl Wilhelm Will (* 12. April 1854 in Gießen; † 30. Dezember 1919 in Berlin) war ein deutscher Chemiker. Er wirkte ab 1892 als Professor an der Universität Berlin sowie darüber hinaus ab 1889 an der Zentralversuchsstelle für Explosivstoffe des preußischen Kriegsministeriums und ab 1898 als Direktor der Zentralstelle für wissenschaftlich-technische Untersuchungen in Berlin-Neubabelsberg, einer Forschungseinrichtung der deutschen Sprengstoff- und Munitionsindustrie. Schwerpunkt seiner Forschungen war die Entwicklung und Verbesserung von Explosivstoffen.

## Leben
Wilhelm Will wurde 1854 als Sohn des Chemikers Heinrich Will, dem Nachfolger von Justus von Liebig an der Universität Gießen, in Gießen geboren. Er absolvierte das Gymnasium und studierte anschließend ab 1872 Naturwissenschaften an der Gießener Universität. Nach dem Staatsexamen für das höhere Lehramt, das er 1876 zusammen mit der Promotion erwarb, ging er an das chemische Institut der Friedrich-Wilhelms-Universität Berlin, an dem er unter August Wilhelm von Hofmann, einem Freund seines Vaters, als Vorlesungsassistent und ab 1880 als Leiter der analytischen Abteilung tätig war. 1883 habilitierte er sich in Berlin, zu seinen Vorlesungsfächern als Privatdozent zählten in der Folgezeit die analytische Chemie, die physikalische Chemie, ausgewählte Bereiche der organischen Chemie sowie die Geschichte der Chemie. Neun Jahre später folgte die Berufung zum außerordentlichen Professor für Chemie an der Berliner Universität.
Ab 1889 wirkte er außerdem in der neugegründeten Zentralversuchsstelle für Explosivstoffe des preußischen Kriegsministeriums, die ab 1896 Versuchsstelle für Sprengstoffe beziehungsweise ab 1897 Militärversuchsamt hieß und die er ab 1893 geschäftsführend sowie ab 1897 als Direktor leitete. Ein Jahr nach seiner Ernennung zum Direktor gab er diese Position auf, um die Leitung der von mehreren deutschen Sprengstoff- und Munitionsfirmen neugeschaffenen Zentralstelle für wissenschaftlich-technische Untersuchungen in Berlin-Neubabelsberg zu übernehmen, die er dann bis zu seinem Tod innehatte. Mit Beginn des Ersten Weltkrieges führte er zunächst im Rang eines Hauptmanns der Landwehr das 12. Ersatzbataillon an der Ostfront. Nachdem er im November 1914 auf Veranlassung von Emil Fischer von dort zurückberufen worden war, gehörte er bis Kriegsende der Artillerieprüfungskommission an. Die Arbeiten der Neubabelsberger Zentralstelle unterstellte er während dieser Zeit der Heeresverwaltung.
Wilhelm Will war ab 1892 mit einer Nichte des Chemikers Adolph Strecker verheiratet und Vater eines Sohns und einer Tochter, die später einen Sohn des Industriellen und Politikers Hugo Stinnes heiratete. Neben seinem beruflichen Wirken war er in verschiedenen Nebenämtern tätig, so ab 1894 als nicht-ständiges Mitglied des Kaiserlichen Patentamtes sowie als lebenslanges Ausschussmitglied beim Vorstand des Deutschen Museums in München. Von 1912 bis 1914 fungierte er als Präsident der Deutschen Chemischen Gesellschaft. Er starb 1919 in Berlin.

## Wissenschaftliches Wirken
Das Forschungsinteresse von Wilhelm Will, der während seiner Karriere über 80 wissenschaftliche Publikationen veröffentlichte, galt vor allem der organischen Chemie und zunächst insbesondere der Untersuchung von Pflanzeninhaltsstoffen wie den Glucosiden, dem Hesperidin, dem Naringin und verschiedenen Alkaloiden. Im späteren Verlauf seiner Karriere widmete er sich Explosivstoffen wie dem Cellulosenitrat, dem Nitroglycerin und der Pikrinsäure. So versuchte er unter anderem, die für die Herstellung von Nitrocellulose verwendete Baumwolle durch aus Holz gewonnene Cellulose zu ersetzen. 1914 beschrieb er die Synthese des Hexanitroethans. Als seine bedeutendste Leistung im Bereich der Explosivstoffchemie gilt die Entwicklung sogenannter „lösemittelfreier Nitroglycerinpulver“.

## Auszeichnungen
Wilhelm Will war ab 1888 Mitglied der Deutschen Akademie der Naturforscher Leopoldina und wurde 1904 zum Geheimen Regierungsrat ernannt. Er erhielt „für seine Untersuchungen zur Prüfung und Stabilisierung der Nitrocellulose“ einen Grand Prix der Weltausstellung 1910 in Brüssel sowie „für die photographische Darstellung von Explosionsflammen und ihre Bewertung zur Beurteilung der Schlagwetter-Gefahr“, einen Beitrag zur Vermeidung von Grubengasexplosionen im Bergbau, einen doppelten Grand Prix während der Weltausstellung 1911 in Turin. Die Technische Hochschule Charlottenburg, aus der später die Technische Universität Berlin hervorging, verlieh ihm anlässlich seines 60. Geburtstags einen Ehrendoktortitel.

## Werke (Auswahl)
- Der Fortschritt der Sprengtechnik seit der Entwickelung der organischen Chemie. Berlin 1904
- Über technische Methoden der Sprengstoffprüfung. Halle an der Saale 1906
- Über Glycerin-Nitrate. Berlin 1908